# Филипп II Август
Филипп II Август (фр. Philippe Auguste; 21 августа 1165 — 14 июля 1223, Мант) — король Франции c 1180 года, сын короля Людовика VII Молодого и его третьей жены Адели Шампанской.
Первый король Франции, начавший использовать собственно титул «король Франции» (rex Franciae) вместо титула «король франков» (rex Francorum или Francorum rex), а также первый из Капетингов, передавший власть наследнику, не коронуя его при своей жизни. Филипп существенно расширил состав королевского домена, в том числе захватив большую часть континентальных владений английского короля Иоанна Безземельного. Кроме того, он провёл ряд реформ, серьёзно ограничивших власть французских аристократов и обеспечивших финансовую стабильность королевства. К концу правления Филиппа король Франции стал самым могущественным феодалом в королевстве, а само королевство превратилось в самое процветающее и могущественное государство в Европе.

## Биография

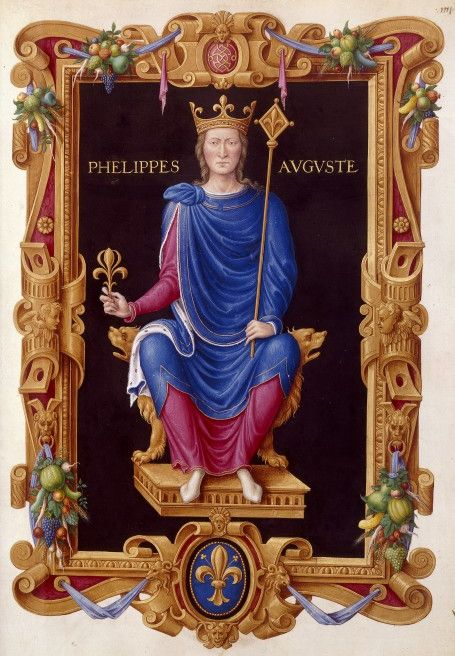
Филипп II Август.

### Происхождение
Отец Филиппа, Людовик VII, долго не мог обзавестись наследником. После развода с наследницей Аквитании Алиенорой у него остались две дочери. Его вторая жена, Констанция Кастильская, также родила ему двух дочерей, скончавшись при родах второй. После её смерти в 1160 году король поспешил жениться в третий раз. Выбор пал на Адель, дочь графа Блуа и Шампани Тибо IV. Земли, принадлежавшие роду Блуа-Шампань, окружали королевский домен с двух сторон, и графы часто проявляли непокорность, но общим врагом для трёх сыновей Тибо IV и короля стал Генрих Анжуйский, женившийся на Алиеноре Аквитанской, взошедший в 1154 году на престол Англии и ставший таким образом правителем державы, включавшей существенную часть Франции. Людовик VII женился на Адели спустя лишь месяц после смерти предыдущей жены.

### Рождение и коронация
21 августа 1165 года в замке Гонесс (по наиболее распространённой версии) Адель родила Людовику VII долгожданного наследника, названного Филиппом и получившего прозвище Dieudonné (данный Богом). С коронацией сына французский король не спешил: возможно, из суеверия (старший брат Людовика VII, также Филипп, был коронован в 12-летнем возрасте, а через два года погиб, упав с лошади), возможно, чтобы избежать войн за власть, подобных тем, которые раскололи в эти годы династию Плантагенетов. Понадобились многолетние уговоры церковных иерархов, чтобы Людовик всё же решился короновать сына.
Обряд был назначен на 15 августа 1179 года, но незадолго до этого дня Филипп заблудился на охоте в Компьеньском лесу и был найден лишь на третий день в очень тяжёлом состоянии. Король решил отправиться в Англию помолиться о здравии Филиппа у гробницы архиепископа Томаса Бекета, которого он когда-то укрывал от преследований английского короля Генриха II. Филипп выздоровел, но самого Людовика вскоре после возвращения разбил паралич. Коронацию, перенесённую на 1 ноября, провёл дядя Филиппа по матери, архиепископ Реймсский Гильом Белые Руки.

### Утверждение на престоле

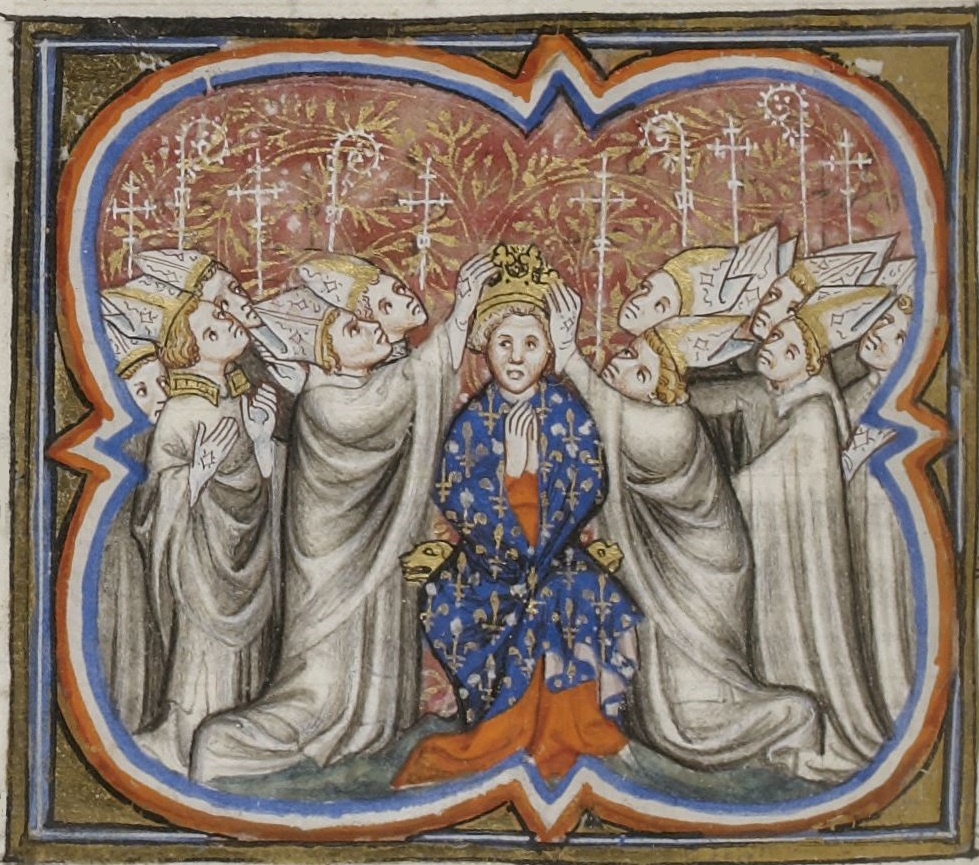
Коронация Филиппа II Августа. Миниатюра из «Больших французских хроник».

Людовик VII с конца 1179 года уже не участвовал в управлении страной. Под его формальной властью ключевое значение приобрели братья королевы — архиепископ Гильом Реймсский, граф Тибо Блуаский и граф Стефан Сансеррский, которые хотели править от лица своего племянника. Но Филипп, чтобы уравновесить эту мощную феодальную группировку, заключил союз с Филиппом Эльзасским, графом Фландрии. Вопреки воле матери, юный король женился 28 апреля 1180 года на Изабелле де Эно, племяннице графа. Королева Адель бежала в Нормандию и попыталась заключить союз с Генрихом II Английским, но эта затея не удалась: война с малолетним сюзереном стала бы слишком серьёзным нарушением феодальной этики, к тому же английский король был занят поддержкой своего германского зятя Генриха Льва. 28 июня 1180 года два монарха встретились в Жизоре и заключили союз.
Король Людовик умер 18 сентября 1180 года. Сближение Филиппа с Генрихом Плантагенетом привело к тому, что вечный противник последнего Филипп Эльзасский заключил союз с братьями королевы; к этому союзу примкнули граф Эно, граф Невера и герцог бургундский (1181 год). Это была самая мощная антикоролевская коалиция за всю историю правления Капетингов, но её действия против короля были плохо скоординированы. Уже в 1182 году под давлением Генриха II Блуаский дом примирился с Филиппом; было заключено перемирие и с Фландрией. Французский король в 1184 году созвал в Санлисе церковный собор и потребовал от него аннулировать всё ещё бесплодный брак с Изабеллой из-за наличия слишком близкого родства; это был, видимо, только шантаж тестя, графа Эно Бодуэна, и он удался, — Эно тоже вышло из коалиции.

Франция в 1180 году

Но тогда же обострились отношения с Фландрией. Жена Филиппа Эльзасского принесла в приданое мужу графства Валуа и Вермандуа; когда она умерла, король Филипп настоял на том, чтобы Валуа было передано младшей сестре покойной — Элеоноре, жене королевского камерария Матье III де Бомона (1183 год). А в 1184 году король двинул армию в Пикардию, чтобы отстоять и права Элеоноры и собственные права на приданое жены. По условиям Бовского договора Элеонора получила не только Валуа, но и часть Вермандуа. В состав королевского домена вошли графства Амьен и Мондидье, шателенства Руа и Туротт; сеньоры де Пикиньи и де Бов стали вассалами короны. Филипп установил свою опеку над частью Фландрии, составлявшей приданое его супруги (позже эта территория стала графством Артуа), и добился того, что владения графа фландрского в Пикардии стали только пожизненными. В будущем прямым результатом этого договора стало присоединение к коронным землям Артуа после смерти Филиппа Эльзасского (1191 год) и всей территории Валуа и Вермандуа после смерти Элеоноры (1213 год); в настоящем — укрепление персональной власти Филиппа, не зависевшего теперь от отдельных феодальных семейств.

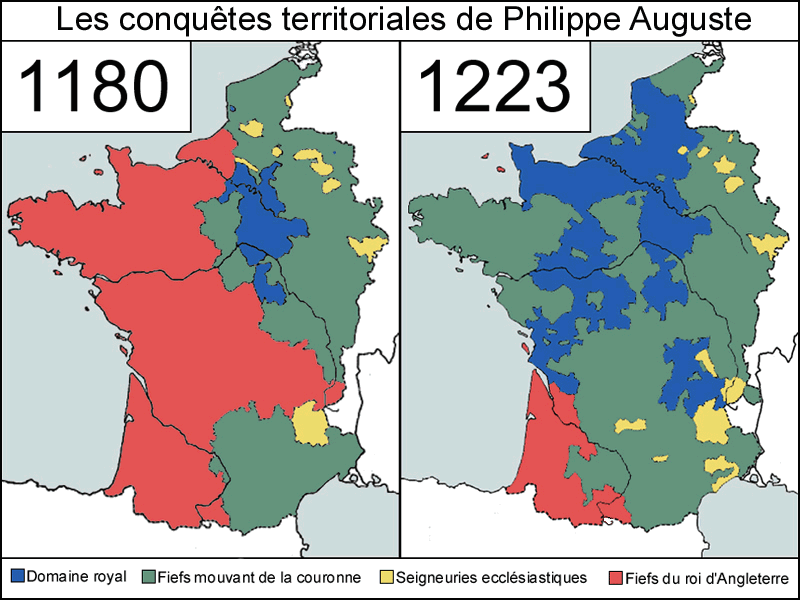
Расширение королевского домена при Филиппе Августе

### Королевство
Людовик VII оставил сыну достаточно эффективный аппарат управления и растущие источники доходов в виде быстро развивающихся городов (в первую очередь Парижа и Орлеана). Но при этом власть короля ограничивалась территорией домена, охватывавшей Иль-де-Франс, Орлеане и часть Пикардии, за пределами которой бесконтрольно правили могущественные князья. Вся западная часть королевства принадлежала Плантагенетам, владевшим и английской короной. Главной задачей для Филиппа стало ослабление этой династии.

### Филипп и Генрих II
Английский король Генрих II Плантагенет поддерживал Филиппа в первые несколько лет его правления. Тем не менее французский король не позже 1183 года начал традиционную для Капетингов политику поддержки мятежных членов английского королевского дома. Генрих Молодой Король получил от Филиппа деньги и войска, но в том же году внезапно умер. 6 декабря 1183 года в Жизоре состоялась новая встреча двух королей, в ходе которой Филипп признал за Генрихом все его владения на континенте. Уже в следующем году удалось добиться большого успеха: ещё один сын Генриха II Джеффри, герцог Бретонский, приехал в Париж и принёс Филиппу вассальную присягу. Он тоже погиб совсем молодым в 1186 году, но и его вдова, опекавшая сына и наследника, была сторонницей Капетингов.
После гибели Джеффри Филипп стал поддерживать принца Ричарда, боявшегося оказаться обделённым из-за явно большей любви его отца к самому младшему сыну, Джону. Во время встречи монархов в Бонмулине 18 ноября 1188 года Филипп потребовал от Генриха, чтобы тот передал старшему сыну Нормандию, Анжу, Турень и Мэн. Услышав отказ, Ричард здесь же принёс присягу Филиппу за свои владения во Франции; встреча была прервана. После этого Ричард провёл Рождество при французском дворе. В следующем году Филипп, действуя как защитник английского принца, занял Тур. Вскоре было получено известие о смерти Генриха II (июнь 1189 года).

### Участие в Третьем крестовом походе

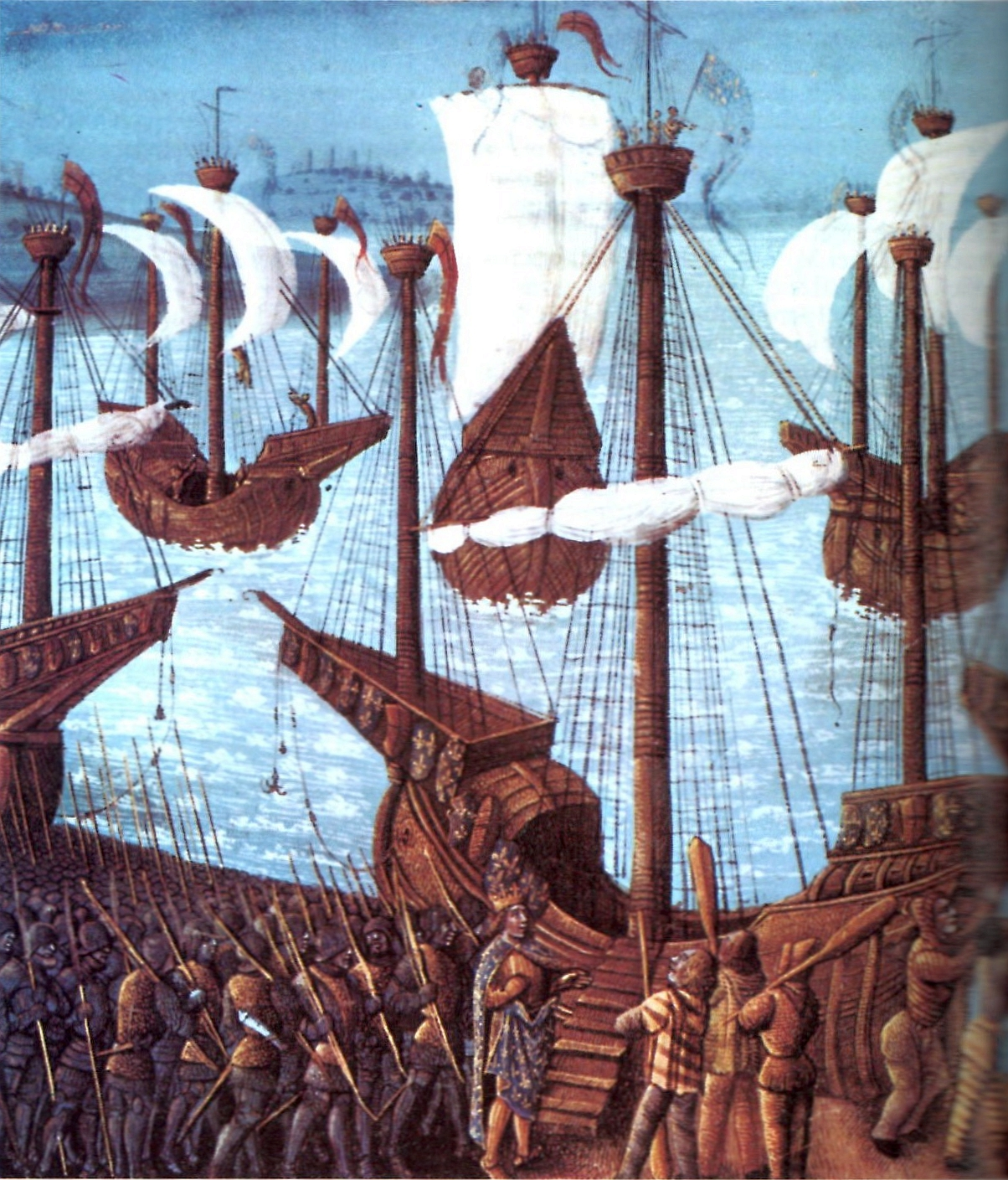
Флот Филиппа II Августа в Третьем крестовом походе. Миниатюра Жана Коломба из книги Себастьена Мамро «Походы французов за море против турок, сарацин и мавров» (1474).

Филипп и Ричард Львиное Сердце приняли крест вместе. Они заключили соглашение, по которому обязались помогать друг другу в крестовом походе и делить пополам все завоёванные земли (1190 год). Если бы один из них умер в пути в Святую Землю, другой должен был возглавить его людей. Предполагалось, что короли пройдут весь путь вместе, но армии оказались слишком многочисленными, так что пришлось разделиться во избежание проблем со снабжением. Филипп шёл впереди. В сентябре 1190 года он достиг Мессины, где дождался английских крестоносцев. Здесь обе армии провели зиму.
Ричард вмешался в династическую борьбу в Сицилийском королевстве; Филиппу пришлось стать посредником между ним и восставшими против англичан мессинцами, а в марте 1191 года отплыть в Сирию одному, не дожидаясь, пока Ричард закончит свои итальянские дела. Французы присоединились к осаде Акры. Когда сюда же прибыл Ричард, стало понятно, что былые союзники стали уже практически врагами. Ричард отказался отдать Филиппу часть завоёванного им Кипра; короли стали сторонниками разных претендентов на иерусалимскую корону: Филипп поддерживал Конрада Монферратского, Ричард — Ги де Лузиньяна. Их вражда стала одной из главных причин неудачи крестового похода. Вскоре после капитуляции Акры Филипп уплыл в своё королевство. Его интриги во Франции во многом заставили Ричарда прервать поход раньше, чем он планировал.

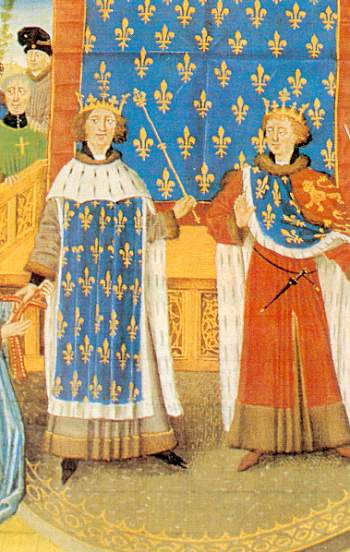
Филипп Август и Ричард Львиное Сердце.

Филипп II Август постоянно интриговал против своего союзника; тот выходил из себя, чувствуя себя на дипломатическом поприще совершенно беспомощным, но пускать в ход силу не решался. Едва был взят Сен-Жан-д’Акр (Акра), как Филипп вернулся во Францию, поклявшись Ричарду, что не будет нападать на его владения. Он на них и не нападал, но затеял тайные переговоры с Иоанном Безземельным, который правил Англией в отсутствие брата. Ричард, прослышав про это, поспешил домой, но на пути попал в руки своего врага Леопольда Австрийского.

### Борьба с Плантагенетами

#### Ричард I Львиное Сердце
По возвращении Филиппа из крестового похода по Франции распространялись слухи о том, что Ричард в Палестине якобы предал христианство и даже планировал выдать французского короля Саладину. Епископ Бове Филипп де Дрё убедил короля Филиппа в том, что Ричард замышляет его убийство, так что тот окружил себя вооружённой охраной и постарался настроить против Ричарда императора Генриха VI, через владения которого английский король должен был возвращаться на родину. Когда Ричард был схвачен в Австрии (декабрь 1192 года), император обвинил его, помимо всего прочего, в попытке убить французского короля. Ричард отверг все обвинения и смог оправдаться. Источники сообщают, что Филипп готов был заплатить Генриху VI огромную сумму, чтобы тот продолжал держать Ричарда в плену, но имперские князья не допустили этого.
Получив известия об аресте Ричарда, Филипп двинул войска в Нормандию (начало 1193 года). Он занял замки Жизор, Иври, Паси. С принцем Джоном было подписано соглашение, согласно которому Турень и часть Нормандии на правом берегу Сены должны были достаться французской короне; в случае своего восшествия на престол Джон обязывался принести Филиппу ленную присягу за Англию.
В феврале 1194 года Ричард, несмотря на все усилия Филиппа, получил свободу. Французский король отправил принцу Джону письмо со словами «Будь осторожен. Дьявол на свободе». Но принц уже в мае, когда его старший брат появился в Нормандии, примирился с ним. Филиппу пришлось снять осаду с Вернёя, а 5 июля он потерпел поражение при Фретевале. Потеряв завоёванные позиции в Нормандии и Турени, французский король согласился на перемирие, позже продлённое до января 1196 года.
Когда срок перемирия истёк, Филипп смог взять Нонанкур и Омаль и сделать своим союзником бретонцев; Ричард же добился избрания германским королём своего племянника Оттона Брауншвейгского, заключил союз с Фландрией и укрепил Шато-Гайар. В бою при Жизоре в сентябре 1198 года Филипп снова потерпел поражение, после чего предложил перемирие. При встрече с Ричардом на берегу Сены в январе 1199 года было заключено пятилетнее перемирие.
Но уже в апреле 1199 года Ричард погиб в Шалю. Благодаря этому перед Филиппом открылись новые возможности.

#### Иоанн Безземельный
Филипп использовал против нового короля Англии Джона (Иоанна) его племянника Артура Бретонского, имевшего много сторонников не только в Бретани, но и в Анжу, Турени и в Мэне. Возобновилась открытая война. Но Филипп, отлучённый папой от церкви из-за своего скандального развода с Ингеборгой Датской, был вынужден уже в мае 1200 года подписать мир в Ле Гуле. По условиям договора он признавал Джона наследником Ричарда во всех его владениях, получал графство Эврё, большую часть Вексена и часть Берри, его сын Людовик женился на племяннице Джона Бланке Кастильской, приданым которой были виконтство Шатодён и графство Исудён. Джон принёс вассальную присягу и в качестве рельефа обязывался выплатить 20 тысяч марок.
К осени того же года Филипп улучшил свои отношения с папством и получил новый повод для конфликта: Джон похитил невесту Гуго IX де Лузиньяна Изабеллу Ангулемскую и женился на ней сам. Лузиньяны обратились за помощью к своему сюзерену — королю Франции. Филипп в марте 1202 года встретился с Джоном в Ле Гуле и потребовал от него не только удовлетворить претензии Лузиньянов, но и передать Артуру Бретонскому Анжу, Нормандию и Пуату. Джон отказался это сделать и не приехал в Париж на суд пэров. Тогда все его владения во Франции были объявлены конфискованными короной (апрель 1202 года).
Филипп принял присягу от Артура за Бретань, Анжу и Турень и двинул армию в Нормандию. Благодаря переходу лидера анжуйских баронов Гильома де Роша на сторону Джона последний смог захватить в плен Артура, который был заточён в Фалезском замке. Но, поскольку французские вассалы Джона считали себя обманутыми сюзереном (Джон обещал им, что Артур сохранит не только свободу, но и владения, формально полученные от Филиппа), французский король уже к марту 1203 года сделал своими союзниками баронов Анжу, Пуату, а также графа Алансона. Его войска установили контроль над Анжу и Туренью и осадили Шато-Гайар, преграждавший путь к Руану. Убийство Артура по приказу его дяди (конец 1203 года) стало причиной перехода на сторону французской короны ряда нормандских баронов.
В марте 1204 года Шато-Гайар пал, а к июню Филипп контролировал уже всю Нормандию. Папа Иннокентий III, сочувствовавший Джону, пытался остановить военные действия, но французский король к нему не прислушивался. К 1205 году Филипп занял Пуату и Сентонж, а в начале 1206 добился значительных успехов в Бретани, где начал даже чеканить монеты со своим изображением как герцога бретонского. Король Джон нанёс контрудар со стороны Ла-Рошели: он занял Анжер и поддержал восстание баронов Сентонжа и Пуату. Филипп осадил английского короля в Туаре, но ввиду усиления восстания согласился на перемирие, по которому он возвращал Джону все владения к югу от Луары, сохраняя контроль над Нормандией, Анжу, Мэном и Туренью.

#### Война с антифранцузской коалицией
С борьбой между королями Франции и Англии была тесно связана вражда между Штауфенами и Вельфами в Германии. Джон Безземельный поддерживал своего племянника Оттона, чтобы открыть второй фронт против Франции на востоке; Филипп Август, чтобы этому помешать, поддерживал Филиппа Швабского. Когда последний был убит (1208 год), Филипп Август попытался выдвинуть кандидатуру Генриха Брабантского, но Оттон смог получить признание от лидеров штауфенской партии и даже от папы, рассчитывавшего с его помощью разорвать унию Империи и Сицилии. После коронации Оттона в Риме в 1209 году Филипп Август оказался во внешнеполитической изоляции.
К счастью для французской короны, Оттон решил продолжать политику Штауфенов в Италии и в результате быстро стал злейшим врагом папы. Филипп Август установил контакты с рядом германских князей и при поддержке Святого Престола добился избрания королём племянника Филиппа Швабского — Фридриха II Штауфена (1211 год). В ходе личной встречи двух монархов в Вокулере был восстановлен союз между Штауфенами и Капетингами против Вельфов и Плантагенетов.
В 1213 году папа объявил о низложении Джона Безземельного, к тому времени уже четыре года отлучённого от церкви, и предложил Филиппу Августу предпринять крестовый поход в Англию. Французский король собрал огромный флот, но за девять дней до его отплытия Джон изъявил готовность принести тесный оммаж папе и примирился таким образом со Святым престолом. Филиппу Августу пришлось отказаться от идеи высадки. В течение всего 1213 года он вёл войну с графом фландрским, союзником Джона. В этой войне, несмотря на первые успехи, французский флот был уничтожен при Дамме, а благодаря английскому десанту французы смогли сохранить контроль только над Ипром и Дуэ.
Решающая стадия конфликта началась в 1214 году. Участники антифранцузской коалиции решили нанести комбинированный удар: Джон из Аквитании, Оттон, графы фландрский, голландский и булонский, герцог брабантский и другие — от Ахена. Джон взял Анжер и осадил Ла-Рош-о-Муан, но когда сын короля Людовик подошёл на выручку крепости, бароны Пуату, бывшие в войске английского короля, разбежались. Джон укрылся в Ла-Рошели. Тем временем, Филипп Август отправился навстречу армии Оттона. 28 июля при Бувине произошло на тот момент крупнейшее из данных Капетингами сражений. Филипп сам участвовал в схватке, и враги даже стащили его с лошади крючьями, но рыцари из королевской свиты спасли его и снова усадили в седло. Филипп одержал полную победу. Это повлекло за собой утверждение в Германии его союзника Фридриха, капитуляцию знати Пуату и просьбу Джона о перемирии, означавшую фактическое признание того, что Нормандия, Анжу, Турень, Мэн и Пуату стали частью королевского домена.

### Последние годы
Последние девять лет своей жизни Филипп Август занимался главным образом реформированием управления своим разросшимся доменом. В 1216 году английские бароны предложили его сыну корону; Людовик высадился в Англии и сначала добился больших успехов, но после смерти Джона Безземельного ему пришлось вернуться во Францию.
С 1209 года крестоносцы северной Франции вели войну в Окситании против альбигойцев, которых поддерживали граф Тулузский и другие крупные сеньоры. Филипп Август долго воздерживался от участия в этой войне, но после разгрома его врагов и гибели Симона де Монфора (1218 год) перестал оставаться в стороне. Он дважды отправлял свои войска на юг: в 1219 году во главе с сыном Людовиком и в 1222 году во главе с архиепископом Буржским.
Филипп Август умер 14 июля 1223 года в Манте и был похоронен в Сен-Дени. Его сыну Людовику было к тому времени уже 36 лет, тем не менее он не был коронован отцом. Это могло быть связано как с укреплением династии, не нуждавшейся больше в институте соправления, так и с опасениями Филиппа Августа относительно притязаний на власть его сына, женатого к тому же на властной кастильской принцессе.

## Значение

### Увеличение королевского домена
В ходе войн с графами Фландрскими Филипп Август приобрёл графства Вермандуа, Валуа и Артуа, в результате чего Фландрия перестала быть самым сильным из французских княжеств. Победив английского короля, он захватил все владения Плантагенетов к северу от Луары — Анжу, Турень, Мэн и всю Нормандию, в то время как его предки более столетия боролись с англонормандской монархией за маленький Вексен. Влияние Плантагенетов в Бретани также было уничтожено: Филипп Август женил на наследнице герцогства своего кузена из дома Дрё. Таким образом, английские короли больше уже не были угрозой для Капетингов.
На юге были присоединены графства Шатодён и Исудён (путём брака Людовика с Бланкой Кастильской). Действия крестоносцев в Лангедоке постепенно создавали ситуацию, удобную для вмешательства короны и включения и этих территорий в состав домена. Предпосылки для этого окончательно созрели уже при сыне и внуке Филиппа Августа.
Все эти приобретения сделали короля безусловно самым сильным правителем на территории королевства и заложили базу для дальнейшего расширения — в Аквитании, Лангедоке, Шампани.

### Упрочение королевской власти
Упрочение королевской власти и создание стройной административной системы стали важными результатами деятельности Филиппа Августа. Чтобы укрепить своё положение, Филипп не пренебрегал ничем. С папой он старался поддерживать хорошие отношения, но не боялся его. Интердикт, наложенный на него Иннокентием III за то, что он удалил от себя свою жену Ингеборгу Датскую и женился на Агнессе Меранской, остался без последствий; а когда Иннокентий пытался вмешиваться в серьёзные политические дела, Филипп всегда мягко, но решительно отстранял его.
Важным орудием в его руках стали коммуны. Оба его предшественника не понимали значения коммунального движения для королевской власти; их отношение к коммунам зависело от случайных причин и прежде всего от выгоды фиска. Филипп понял, что коммуны — важный союзник короля, потому что у них общие враги — бароны, как духовные, так и светские, и он изо всех сил покровительствовал движению. В своём домене он был более скуп на вольности и остерегался даровать городам политическую свободу.
Реформу администрации, произведённую Филиппом, можно характеризовать как замену частнохозяйственной точки зрения государственной. Наряду со старыми придворными должностями сенешаля, коннетабля, маршала, камерария, чашника и проч., которые теряют своё значение или превращаются в государственных чиновников, Филипп создал центральное учреждение смешанного состава — королевскую курию, заменяющую архаические феодальные съезды. В провинциях всюду развивается институт прево, который сосредотачивает в своих руках судебные, административные и хозяйственные функции. Прево действовали в городах и сёлах; более крупные областные деления были подчинены бальи. Наследственность всех этих должностей исчезла. Замещение их стало зависеть от короля. Для объединения финансовой деятельности областных властей в Париже была учреждена счётная палата.
При Филиппе Августе были построены новые крепостные стены вокруг Парижа (1190 год), Санлиса, Мелёна, Компьеня. В 1203—1214 годах он строил по всем своим владениям круглые крепостные башни, из которых сохранились 18.

## Семья и дети
- 1-я жена: (с 28 апреля 1180 года) Изабелла де Эно (23 апреля 1170 — 15 марта 1190), графиня д'Артуа, дочь графа Бодуэна V де Эно. Она родила одного сына:
  - Людовик VIII, король Франции (1223—1226[4]).

Изабелла умерла в 1190 году при родах (на свет появились двое мёртвых мальчиков).
- 2-я жена: (с 14 августа 1193 года) Ингеборга Датская (1174 — 29 июля 1236), дочь Вальдемара I, короля Дании. Филипп Август отверг её на следующий день после первой брачной ночи. Она была официально восстановлена в супружеских правах в 1200 году, детей не имела.

- 3-я жена: (с 1 июня 1196 года) Агнесса Меранская (ок. 1180 — 20 июля 1201), дочь Бертольда IV Меранского. Имели трёх детей, которые были признаны законными детьми Филиппа Августа папой Иннокентием III:
  - Мария (ок. 1198 — 18 августа 1224); первый муж — (с 1206 года) Филипп I (1175—1212), граф Намюра; второй муж — (с 1213 года) Генрих I (ок. 1165—1235), герцог Брабанта;
  - Филипп Юрпель (1200 — июль 1234), граф де Клермон-ан-Бовези и Булонский; жена (с 1216 года) — Матильда де Даммартен (ок. 1202—1259);
  - Жан-Тристан (родился и умер в июле 1201 года).

- Внебрачная связь: «некая дама из Арраса»:
  - Пьер Шарло (1205—1249), епископ Тура (или Нуайона).

## В кино
- «Ричард Львиное Сердце» (фильм, 1954)[англ.] (США, 1954) — режиссёр Дэвид Батлер, в роли короля Филиппа — Генри Корден[англ.].
- «Лев зимой» (Великобритания, 1968) — режиссёр Энтони Харви, в роли короля Филиппа — Тимоти Далтон.
- «Лев зимой» (США, 2003) — режиссёр Андрей Кончаловский, в роли короля Филиппа — Джонатан Рис-Майерс.
- «Робин Гуд» (США, Великобритания; 2010) — режиссёр Ридли Скотт, в роли Филиппа — Джонатан Цассаи.
- «Ричард Львиное Сердце» (Россия, 1992) — режиссёр Евгений Герасимов, в роли Филиппа — Леван Мсхиладзе.